# شارلوت لويزا هوكينز ديمبستر
شارلوت لويزا هوكينز ديمبستر (بالإنجليزية: Charlotte Louisa Hawkins Dempster)‏ (10 أبريل 1835 في المملكة المتحدة - 1913)؛ كاتِبة وروائية بريطانية.